# Bénigne Dujardin
Bénigne Dujardin est un écrivain, historien et traducteur français né à Paris le 30 mai 1689 et mort peu après 1770.
Il est conseiller au parlement de Paris (1712). Il épouse en 1718 Anne Louise Françoise Grout de la Mothe (+1768), fille de Pierre maître ordinaire en la chambre des comptes de Paris et  Anne Louise Robert. Puis il est maître des requêtes (1722-1726). 
Il se consacre ensuite à la littérature sous le pseudonyme de Boispréaux et en particulier à la traduction, associé à Gottfried Sellius. En réaction aux critiques de Fréron sur son travail, il publie des Anti-feuilles, ou Lettres à madame de ***, sur quelques jugemens portés dans l'Année littéraire, avec la collaboration de Gottfried Sellius et Jacques Rochette de La Morlière (Amsterdam, Le Juste et Paris, Quillau, 1754).
Il est membre de la Franc-maçonnerie.

## Œuvres personnelles
- L'Histoire de Nicolas Rienzy, Paris, David l'aîné, Piget, Prault fils, 1743 (en ligne).
- Anti-feuilles, ou Lettres à madame de ***, sur quelques jugemens portés dans l'Année littéraire, avec la collaboration de Gottfried Sellius et Jacques Rochette de La Morlière, Amsterdam, Le Juste ; Paris, Quillau, vol. 1, 1754 (en ligne).
- Le mariage de la raison avec l'esprit, comédie en vers en un acte, Paris, Prault le Jeune, 1754, 32 p. (en ligne).
- Histoire générale des Provinces-Unies, avec Gottfried Sellius, Paris, P.G. Simon, 1757-1770. Traduit en partie de L'histoire de la patrie de Jan Wagenaar.
- Avis des éditeurs des trois derniers volumes de l'Histoire générale des Provinces-Unies (prospectus), Pierre-Guillaume Simon, Jean-Michel Papillon, Bénigne Dujardin et Gottfried Sellius, Paris, chez P. G. Simon, Imprimeur du Parlement, rue de la Harpe, à l'Hercule, 1770.

## Traductions
- Pétrone, Satyre, Londres (La Haye ?), J. Nourse, 1742, 2 vol.
- Satires de Gottlieb Wilhelm Rabener, Paris, 1754, 4 vol. in-12°.
- Vie de P. Aretin, La Haye, J. Neaulme, 1750 ; trad. libre du texte de Giammaria Mazzuchelli.
- La double beauté, roman, Cantorbury (i.e. Paris), 1754, in-12°. Il s'agit d'un épisode des Mémoires de Martin Scriblerus d'Alexander Pope, Brême, 1748.

## Pour approfondir